# Cass Sunstein
Cass R. Sunstein (21 de septiembre de 1954) es un abogado norteamericano y profesor universitario dedicado principalmente al estudio del derecho constitucional, derecho administrativo, derecho ambiental y de la economía conductual. Se desempeñó como Director de la Oficina de Información y Asuntos Regulatorios (OIRA) en la administración Obama y es Profesor Felix Frankfurter en la Escuela de Derecho en Harvard. Durante 27 años, Sunstein fue investigador en la Escuela de Derecho de la Universidad de Chicago, donde actualmente continúa enseñando como profesor Visitante Harry Kalven.

## Biografía
Nació el 21 de septiembre de 1954. Se graduó en 1972 de la Middlesex School en Concord, Massachusetts y en 1975 obtuvo un Bachelor of Arts en el Harvard College. Allí fue miembro del equipo de squash y del Harvard Lampoon. En 1978, Sunstein recibió el título de Juris Doctor (magna cum laude) por la Harvard Law School, donde fue Editor Ejecutivo de la Harvard Civil Rights-Civil Liberties Law Review. Una vez titulado, trabajó como actuario judicial, primero para el Juez Benjamin Kaplan de la Corte Suprema Judicial de Massachusetts (1978-1979) y luego para el Juez Thurgood Marshall de la Corte Suprema (1979-1980).

## Obra

### Derechos sociales
Los más importantes trabajos de Sunstein sobre derechos sociales son A Second Bill of Right (2004) y After the Rights Revolution (1990}. Ambos trabajos se muestran reunidos por una común reverencia frente al New Deal, y un consiguiente reconocimiento de la obra de Franklin D. Roosevelt.
En A Second Bill of Rights, Sunstein procura recuperar el potente compromiso de Roosevelt con los derechos sociales, tal como éste lo había dejado en claro desde el “discurso del siglo” (del 11 de enero de 1944). Entonces, y desde su silla de ruedas, Roosevelt había vinculado el “encontrarse libre de temores” con el “encontrarse libre de necesidades” y había fijado, como principales objetivos públicos, no sólo la seguridad física contra los agresores, sino también, y de modo especial, la “seguridad económica, social y moral” de cada habitante del país. Sunstein pretende retomar estos compromisos -resumidos en él, así llamado, "segundo Bill of Rights" y mostrar la capacidad de tales compromisos para generar un consenso general entre individuos y partidos políticos con ideas opuestas.
Esta línea de escritos retoma algunas de las conclusiones principales de The Partial Constitution (1993). Concretamente, a la idea de que el derecho constitucional contemporáneo no es imparcial, sino que se encuentra sesgado a favor del statu quo y, por lo mismo, tiende a tratar cualquier iniciativa que lo distancie del presente estado de cosas como una “toma de posición” o un accionar parcial. Sin embargo, como lo hacía entonces- cuando el statu quo no es justo ni trata a todos por igual, es ese mismo respeto de la imparcialidad el que exige la introducción de reformas y así un renovado “activismo” estatal.
La crítica de Sunstein al estado de cosas dominante, incuestionado y constitucionalmente avalado, encuentra matices ricos y renovados en otras obras importantes del autor, como lo son Free Markets and Social Justice (2002) (una excelente compilación de artículos en que discute el impacto económico del derecho constitucional) y The Cost of Rights (1999). De dichas obras, destacan varios temas: la idea de que todos los derechos (y no sólo los sociales) “cuestan” dinero; la idea de que no existen situaciones de “no intervención estatal” (sino sólo mejores y peores “intervenciones”); la idea de que el mercado y la riqueza dependen de la acción del gobierno; o la idea de que no hay una distinción significativa entre derechos “negativos” (supuestamente, los civiles y políticos) y “positivos” (supuestamente, todos los demás) –ideas todas ellas que, por lo demás, Sunstein asocia con la vieja crítica “realista” al “mercado libre.”

## Publicaciones

### Libros
- Noise: A Flaw in Human Judgment with Daniel Kahneman and Sibony (Little, Brown Spark, 2021)
- #Republic. Divided Democracy in the Age of Social Media (Princeton University Press, 2017)
- Impeachment: A Citizen’s Guide. (Harvard University Press,2017)
- The World According to Star Wars (Dey Street Books, 2016)
- Why Nudge?: The Politics of Libertarian Paternalism (The Storrs Lectures Series) (Yale University Press, 2014)
- Wiser: Getting Beyond Groupthink to Make Groups Smarter (Harvard Business Review Press, 2014)
- Valuing Life: Humanizing the Regulatory State (The University of Chicago Press. 2014)
- Simpler: The Future of Government (Simon & Schuster, 2013)
- Law and Happiness (The University of Chicago Press, 2010)
- On Rumors: How Falsehoods Spread, Why We Believe Them, What Can Be Done (Macmillan Publishers, 2009)
- Going to Extremes: How Like Minds Unite and Divide (Oxford University Press, 2009)
- Nudge: Improving Decisions about Health, Wealth, and Happiness with Richard Thaler (Yale University Press, 2008)
- Worst-Case Scenarios, (Harvard University Press 2007)
- Republic.com 2.0 (Princeton University Press 2007)
- Are Judges Political? An Empirical Investigation of the Federal Judiciary with David Schkade, Lisa Ellman, and Andres Sawicki, (Brookings Institution Press 2006)
- Infotopia: How Many Minds Produce Knowledge, (Oxford University Press 2006)
- The Second Bill of Rights: Franklin Delano Roosevelt's Unfinished Revolution and Why We Need It More Than Ever, (Basic Books 2006)
- Radicals in Robes: Why Extreme Right-Wing Courts Are Wrong for America (Basic Books 2005)
- Constitutional Law 5th ed. with G. Stone, L.M. Seidman, P. Karlan, and M. Tushnet, (Aspen 2005)
- The Laws of Fear: Beyond the Precautionary Principle (based on the Seeley Lectures 2004 at Cambridge University), (Cambridge University Press 2005)(Trad. esp.: Leyes de miedo, Buenos Aires/Madrid, Katz editores S.A, 2009, ISBN 978-84-96859-61-6)
- The Second Bill of Rights: Franklin Delano Roosevelt's Unfinished Revolution and Why We Need It More Than Ever (Basic Books 2004)
- Why Societies Need Dissent, (Harvard University Press 2003).
- Animal Rights: Current Debates and New Directions edited with Martha Nussbaum, (Oxford University Press 2004)
- Risk and Reason, (Cambridge University Press 2002) (Trad. esp.: Riesgo y razón, Buenos Aires/Madrid, Katz editores S.A, 2006, ISBN 84-609-8350-1)
- The Cost-Benefit State, (American Bar Association 2002)
- Punitive Damages: How Juries Decide with Reid Hastie, John Payne and David Schkade, (University of Chicago Press 2002)
- Republic.com, (Princeton University Press 2002)
- Administrative Law and Regulatory Policy with Stephen Breyer, Richard B. Stewart, and Matthew Spitzer, (1999; new edition 2002)
- Free Markets and Social Justice, (2002)
- Designing Democracy: What Constitutions Do (Oxford University Press 2001)
- The Vote: Bush, Gore & the Supreme Court with Richard Epstein, (University of Chicago Press 2001)
- Constitutional Law 4th ed. with Stone, Seidman, and Tushnet, (2001)
- Behavioral Law and Economics, (editor, Cambridge University Press 2000)
- One Case At A Time: Judicial Minimalism on the Supreme Court (Harvard University Press 1999)
- The Cost of Rights with Stephen Holmes, (1999, W.W. Norton paperback 2000)
- Clones and Clones: Facts and Fantasies About Human Cloning with Martha Nussbaum, (W.W. Norton 1998)
- Legal Reasoning and Political Conflict, (Oxford University Press 1996)
- Free Markets and Social Justice, (Oxford University Press 1997)
- Democracy and the Problem of Free Speech, (The Free Press 1993)
- The Partial Constitution, (Harvard University Press 1993)
- After the Rights Revolution: Reconceiving the Regulatory State, (Harvard University Press 1990)
- Constitutional Law, (Little, Brown & Co. 1st edition 1986; 2d edition 1991; 3d edition 1995)
- The Bill of Rights and the Modern State co-editor with Geoffey R. Stone and Richard A. Epstein, (University of Chicago Press 1992)
- Feminism and Political Theory, (editor, University of Chicago Press 1990)